# Steve Forrest (aktor)
Steve Forrest, właśc. William Forrest Andrews (ur. 29 września 1925 w Huntsville w stanie Teksas, zm. 18 maja 2013 w Thousand Oaks w Kalifornii) – amerykański aktor telewizyjny i filmowy.

## Życiorys

### Wczesne lata
Urodził się w Huntsville w Teksasie jako dwunaste z trzynaściorga dzieci Annis (z domu Speed) i pastora baptystycznego Charlesa Forresta Andrewsa (1881–1940). Jeden z jego starszych braci Dana Andrews (1909-1992) był gwiazdorem filmowym. Forrest w wieku 18 lat zaciągnął się do United States Army i walczył w bitwie o Ardeny w czasie II wojny światowej. W 1950 zdobył tytuł licencjata z wyróżnieniem UCLA, na wydziale teatru z dodatkowym kierunkiem psychologii.

### Kariera
Pracował jako inspicjent w La Jolla Playhouse poza San Diego, gdzie odkrył go Gregory Peck. Wystąpił w sztuce Żegnaj ponownie (Goodbye Again), a następnie podpisał umowę z MGM.
Debiutował rolą Sailora w dramacie sensacyjno-przygodowym Zanurzenie alarmowe (Crash Dive, 1943) z Tyronem Powerem, Anne Baxter i jego bratem Daną Andrewsem. Kreacja Dirka DeJonga, dorosłego syna Seliny (w tej roli Jane Wyman) w melodramacie wojennym Więc więlki (So Big, 1953) na podstawie powieści Edny Ferber przyniosła mu nagrodę Złotego Globu dla Nowego Obiecującego Aktora Roku. Znalazł się w obsadzie dramatu Więzień wojenny (Prisoner of War, 1954) jako kapral Joseph Robert Stanton obok Ronalda Reagana. W 1958 wystąpił na Broadwayu jako Ivy w komedii muzycznej Piękne ciało (The Body Beautiful).
W westernie Diabeł wcielony w różowych Rajstopach (Heller in Pink Tights, 1960) jako Clint Mabry był rywalem Thomasa 'Toma' Healy’ego (Anthony Quinn), walącząc o względy Angeli Rossini (Sophia Loren). W westernie Płonąca gwiazda (Flaming Star, 1960) wystąpił w roli Clinta, brata przyrodniego Pacera Burtona (Elvis Presley). W dramacie wojennym Najdłuższy dzień (The Longest Day, 1962) zagrał kapitana Hardinga 82. Dywizji Powietrznodesantowej. Popularność zdobył dzięki roli porucznika Dana 'Hondo' Harrelsona w serialu ABC S.W.A.T. (1975-76).
Za rolę Grega Savitta w dramacie biograficznym Najdroższa mamusia (Mommie Dearest, 1981) z Faye Dunaway jako Joan Crawford otrzymał Złotą Malinę jako najgorszy aktor drugoplanowy. W miniserialu ABC Żony Hollywood (Hollywood Wives, 1985) zagrał postać Rossa Conti, blaknącego gwiazdora Hollywood po pięćdziesiątce, bez szansy na dalszą karierę. W sezonie 1986/87 wystąpił w operze mydlanej CBS Dallas jako Wes Parmalee, człowiek, który twierdził, że jest Jockiem Ewingiem, którego uznano za zmarłego, po wypadku w katastrofie śmigłowca w sezonie 1981/82, chociaż jego ciało nigdy nie zostało odnalezione.

## Życie prywatne
23 grudnia 1948 poślubił Christine Carilas. Wychowali trzech synów: Michaela, Forresta i Stephena Andrewsa.
Forrest był bardzo utalentowanym golfistą, często grał w turniejach charytatywnych, w tym w amerykańskiej drużynie i Binga Crosby’ego w Wielkiej Brytanii na turnieju USA w Gleneagles.

## Filmografia

### Filmy fabularne
- 1960: Płonąca gwiazda (Flaming Star) jako Clint Burton
- 1962: Najdłuższy dzień (The Longest Day) jako kapitan. Harding
- 1968: Legenda Robin Hooda (The Legend of Robin Hood) jako szeryf z Nottingham
- 1976: Dziewczyna Sundance Kida (Wanted: The Sundance Woman, TV) jako detektyw Charlie Siringo
- 1979: Czterdziestka z North Dallas (North Dallas Forty) jako Conrad Hunter
- 1981: Najdroższa mamusia (Mommie Dearest) jako Greg Savitt
- 1983: Sahara jako Gordon
- 1985: Szpiedzy tacy jak my (Spies Like Us) jako generał Sline
- 1987: Amazonki na Księżycu (Amazon Women on the Moon) jako kpt. Steve Nelson
- 1995: Dziennik mordercy (Killer: A Journal of Murder) jako Warden Charles Casey
- 2003: S.W.A.T. Jednostka Specjalna (S.W.A.T.) jako kierowca tira SWAT

### Seriale TV
- 1957: Alfred Hitchcock przedstawia (Alfred Hitchcock Presents) jako Joe Rogers
- 1958: Alfred Hitchcock przedstawia (Alfred Hitchcock Presents) jako Steve Archer
- 1963: Strefa mroku (The Twilight Zone) jako major Robert Gaines
- 1965: Prawo Burke’a (Burke’s Law) jako Jocko Creighton
- 1965: Ścigany (The Fugitive) jako Barry Craft
- 1966-67: Baron (The Baron) jako John Mannering Baron
- 1967: Bonanza jako Josh Tanner
- 1969: Gunsmoke jako Will Mannon
- 1969: Bonanza jako Dan Logan
- 1970: Gunsmoke jako Cole Morgan
- 1971: Nichols jako Sam Yeager
- 1972: Gunsmoke jako Cord Wrecken
- 1973: Ulice San Francisco (The Streets of San Francisco) jako Art Styles
- 1973: Gunsmoke jako Scott Coltrane
- 1975-76: S.W.A.T. jako porucznik Dan 'Hondo' Harrelson
- 1984: Hotel jako Gil Strider
- 1985: Żony Hollywood (Hollywood Wives) jako Ross Conti
- 1986: Napisała: Morderstwo (Murder, She Wrote) jako wielebny Willie John Fargo
- 1986: Dallas jako Wes Parmalee / Ben Stivers
- 1989: Napisała: Morderstwo (Murder, She Wrote) jako szeryf Hank Masters
- 1990: Życie jak sen (Dream On) jako Eden Pilott
- 1991: Prawnicy z Miasta Aniołów (L.A. Law) jako Leonard Bey
- 1991: Napisała: Morderstwo (Murder, She Wrote) jako porucznik Paul Stratton
- 1992: Columbo jako Wielki Fred
- 1992: Napisała: Morderstwo (Murder, She Wrote) jako Max Teller
- 1997-98: Team Knight Rider (Piątka nieustraszonych) jako Shadow